# Kamalapura, Vijayanagara

## Vài Nét về Kamlapura
, đôi khi được viết là Kamalapur hay Kamalapuram, là một thị xã panchayat của quận Bellary thuộc bang Karnataka, Ấn Độ.Nó nằm gần thị trấn Hosapete. Nó nằm trong tàn tích của thành phố cổ Vijayanagara, ngay bên ngoài 'Trung tâm Hoàng gia' ban đầu Bây giờ Kamalapura chủ yếu là một thị trấn nông nghiệp. Sản phẩm nông nghiệp chính của làng này là lúa, chuối và mía. Nó chứa một số tàn tích của thành phố cổ và một bảo tàng khảo cổ học. Một chiếc xe tăng lớn, Kamalapura Kere, nằm ở phía nam của ngôi làng.
Ngôi làng nằm cách khu phức hợp đền Hampi và sông Tungabhadra một quãng ngắn về phía nam. Thị trấn được bao bọc bởi ba hồ chứa và hệ thống kênh đào. Nó gần với Đại học Kannada.
Một ngôi đền đổ nát nằm trong một pháo đài nhỏ ở trung tâm làng.
Bảo tàng Khảo cổ học trong làng trưng bày nhiều vật phẩm từ những tàn tích, và cho khu vực xung quanh. Chúng bao gồm nhiều hình ảnh của Durga, và cả tượng Lakshmi gắn liền với monolithic Narasimha  của Vijayanagara. Có một mô hình quy mô của toàn bộ trung tâm thành phố Vijayanagara trong sân của bảo tàng. Hình ảnh và chi tiết về con người thời kỳ đầu và tiền sử trong khu vực cũng có thể được nhìn thấy trong đó.

## Nhân khẩu
Theo điều tra dân số năm 2001 của Ấn Độ, Kamalapuram có dân số 21.811 người. Phái nam chiếm 50% tổng số dân và phái nữ chiếm 50%. Kamalapuram có tỷ lệ 49% biết đọc biết viết, thấp hơn tỷ lệ trung bình toàn quốc là 59,5%: tỷ lệ cho phái nam là 58%, và tỷ lệ cho phái nữ là 41%. Tại Kamalapuram, 14% dân số nhỏ hơn 6 tuổi.